# 浮気征伐
『浮気征伐』（うわきせいばつ、The Fast Set）は、ウィリアム・C・デミルが監督し、ベティ・コンプソンが主演した、1924年に制作されたサイレントのコメディ・ドラマ映画で、今日では失われた映画とされている。この作品は、ブロードウェイ・シアターで上演されたフレデリック・ロンズデールの戯曲『Spring Cleaning』に基づいている。

## あらすじ
小説家リチャード・ソーンズは妻子と円満な家庭を築いていたが、仕事に没頭して妻マーガレットを顧みない一面があった。ある時マーガレットは女友達のフェイに誘われてカフェーへ行き、アーネスト・スティールと知り合った。その後、マーガレットとスティールがデートするようになると、これを察したリチャードは、ある夜の晩餐に、客のひとりとしてスティールを招待する。...

## キャスト
- ベティ・コンプソン - Margaret Sones
- アドルフ・マンジュー - Ernest Steele
- エリオット・デクスター（英語版） - Richard Sones
- セイズー・ピッツ - Mona
- ドーン・オデイ（英語版） - Little Margaret Sones
- グレイス・カーライル (Grace Carlyle) - Jane Walton
- クレア・アダムス（英語版） - Fay Collen
- ロザリンド・バーン (Rosalind Byrne) - Connie Gallies
- エドガー・ノートン - Archie Wells
- ルイス・ナソー（英語版） - Billy Sommers
- ユージニオ・デ・リグオロ（英語版） - Walters
- フレッド・ウォルトン（英語版） - Simpson
- クリスティーナ・モント（英語版） - （クレジットなし）